# Лісничий Омелян Степанович
Омелян Степанович Лісничий (1893, село Рівне Херсонської губернії, тепер Новоукраїнського району Кіровоградської області — розстріляний 5 жовтня 1938, за іншими даними — 5 вересня 1938) — більшовицький діяч, голова Маріупольської міської ради, голова виконкому Старобільської окружної ради Донецької області.

## Біографія
Член РСДРП(б) з квітня 1917 року.
У 1918—1919 роках — голова Рівнянського комітету КП(б)У, голова Рівнянського повстанського революційного комітету Херсонської губернії. У 1919—1920 роках — в Червоній армії.
У 1920—1924 роках — голова виконавчих комітетів Бобринецької, Новоукраїнської та Новомиргородської районних рад на Єлисаветградщині. У 1924—1925 роках — секретар виконавчого комітету Єлисаветградської окружної ради.
У 1926—1928 роках — завідувач організаційного відділу Єлисаветградського (Зінов'ївського) окружного комітету КП(б)У.
У 1928—1929 роках — заступник голови виконавчого комітету Ізюмської окружної ради на Харківщині. У 1930 році працював головою Маріупольської окружної спілки сільськогосподарської кооперації.
У 1930 році — голова Маріупольської міської ради на Донеччині.
У 1930—1934 роках — голова виконавчого комітету Лисичанської районної ради Донецької області. У 1934—1936 роках — голова виконавчого комітету Красноармійської (Постишевської) районної ради Донецької області.
У 1936 — лютому 1938 року — голова виконавчого комітету Старобільської окружної ради Донецької області.
15 лютого 1938 року заарештований органами НКВС. Військовою колегією Верховного суду СРСР засуджений до розстрілу. Розстріляний 5 вересня (за іншими даними 5 жовтня) 1938 року.
Автор рукопису книги під назвою «Партизани» (вийшла друком 2010 року під назвою «Спогади про буремні роки»), у якій йдеться про революційні події 1917—1919 рр. у селі Рівне.